# Parques eólicos de Burgos

Esquema de una turbina eólica: 1. Cimientos. 2. Conexión a la red eléctrica. 3. Torre. 4. Escalera de acceso. 5. Sistema de orientación. 6. Góndola. 7. Generador. 8. Anemómetro. 9. Freno. 10. Caja de cambios. 11. Pala. 12. Inclinación de la pala. 13. Rueda del rotor.

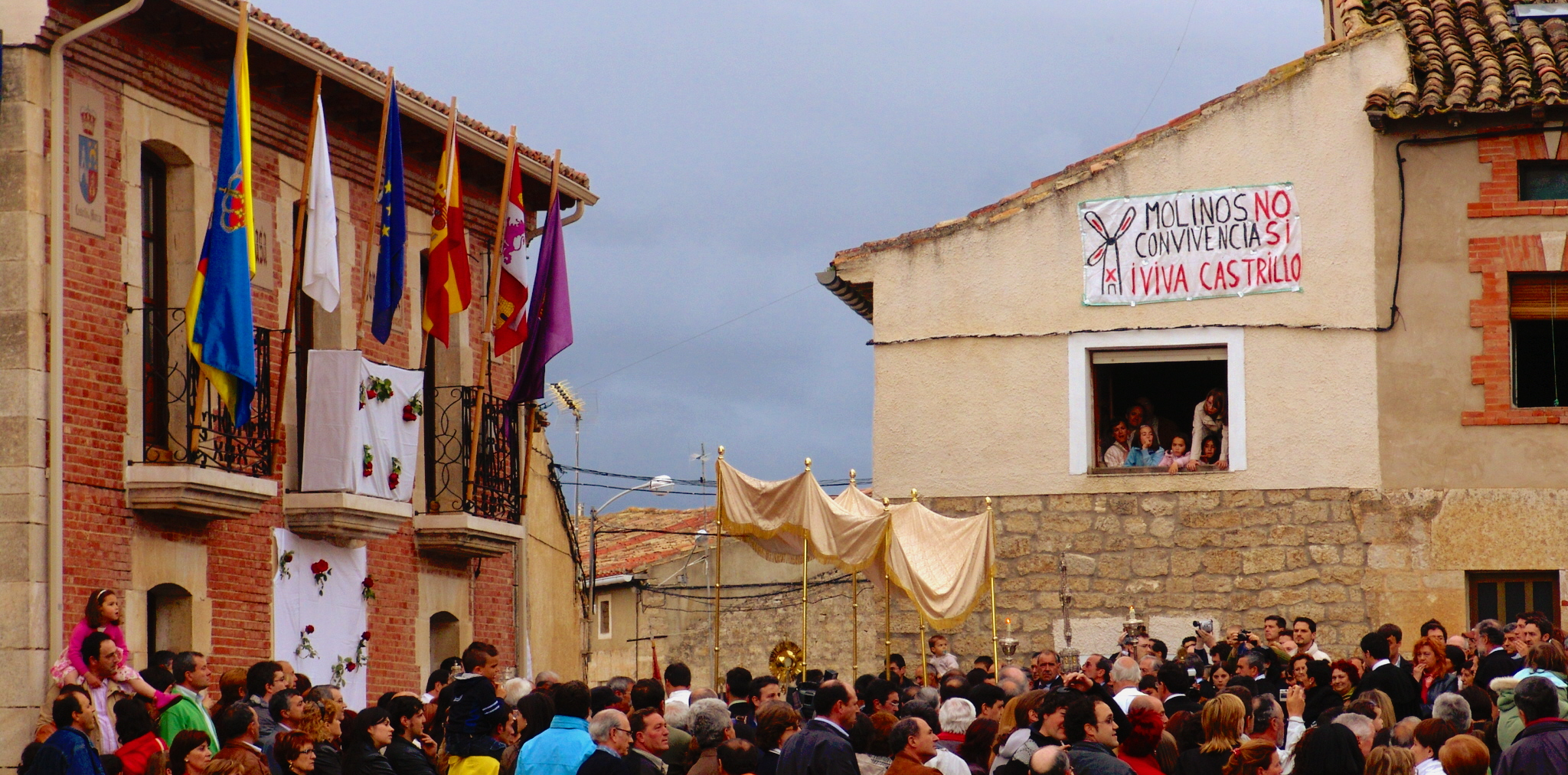
Pancarta de protesta en Castrillo de Murcia colocada en las fiestas del El Colacho en junio de 2008.

Con base en el Plan Eólico de Castilla y León, relativo a la provincia de Burgos, se están desarrollando una serie de instalaciones, con una importante incidencia espacial. Tienen por objeto aprovechar el potencial eólico, circunstancia que supone un ambicioso programa de desarrollo industrial, tecnológico y socioeconómico asociado a criterios de sostenibilidad ambiental.

## Potencia Instalada
La potencia eólica en funcionamiento en agosto de 2011 alcanzaba los 1.630 Megavatios (MW), repartidos en 60 parques eólicos, según datos del Servicio Territorial de Industria, Comercio y Turismo de la Junta de Castilla y León en Burgos, convirtiéndose así en la provincia de Castilla y León con mayor implantación eólica y en una de las mayores de España. Esta potencia instalada es capaz de producir del orden de 3,5 millones de MWh, lo que representa más de una vez y media el consumo total de electricidad de la provincia de Burgos, simplemente a efectos comparativos. El mayor crecimiento se ha producido en los últimos años, desde los 88 MW instalados a finales del 2001, hasta los actuales, pasando por los 773 MW registrados a finales de 2006. Se espera que dicha potencia siga creciendo en los próximos años aunque tal vez a menor ritmo, condicionada a las posibilidades de incorporación de nuevas unidades de producción al sistema eléctrico nacional, a su vez materializada por las preasignaciones a nuevos parques, mecánica competencia del Ministerio de Industria, Turismo y Comercio.
La potencia eólica acumulada en España en el verano de 2011 era de 21.200 MW, aportando la provincia de Burgos más de un 7%, y un 33% de la instalada en Castilla y León (4900 MW), comunidad actualmente líder en España en energía eólica.

## Plan Eólico

Esquema de los tres pilares del desarrollo sostenible.

Aunque el Plan Eólico de Castilla y León data del año 2000, por lo que podríamos decir que hoy ha quedado ampliamente superado en lo que a previsiones se refiere, puede ser interesante hacer un recordatorio de su mecánica de trabajo. En una primera fase se buscó seleccionar las zonas que poseen mayor potencialidad de aprovechamiento eólico, cartografiándolas y escogiendo las más viables técnica y económicamente para su explotación, para posteriormente considerar los factores medioambientales y técnicos que llevan aparejados y sus posibles efectos.
De la superposición de ambos factores genera tres alternativas denominadas: Conservacionista, sostenible y desarrollista, según se haga primar la protección ambiental o los aspectos socioeconómicos y técnicos.

## Estimación del potencial
La estimación del potencial eólico se ha realizado a través del modelo de simulación de campos de viento WASP 5.0, así como de trabajos de campo mediante toma de muestras en estaciones de medición, que forzosamente ha de interpretarse a escala media (provincial) y de forma cualitativa, da como resultado una clasificación de diversas zonas en función de las velocidades medias de viento previsibles a 45 m sobre el nivel del suelo. Estas zonas presentarán singularidades aumentando o disminuyendo su potencialidad eólica en función de factores locales de relieve, orientación, etc.

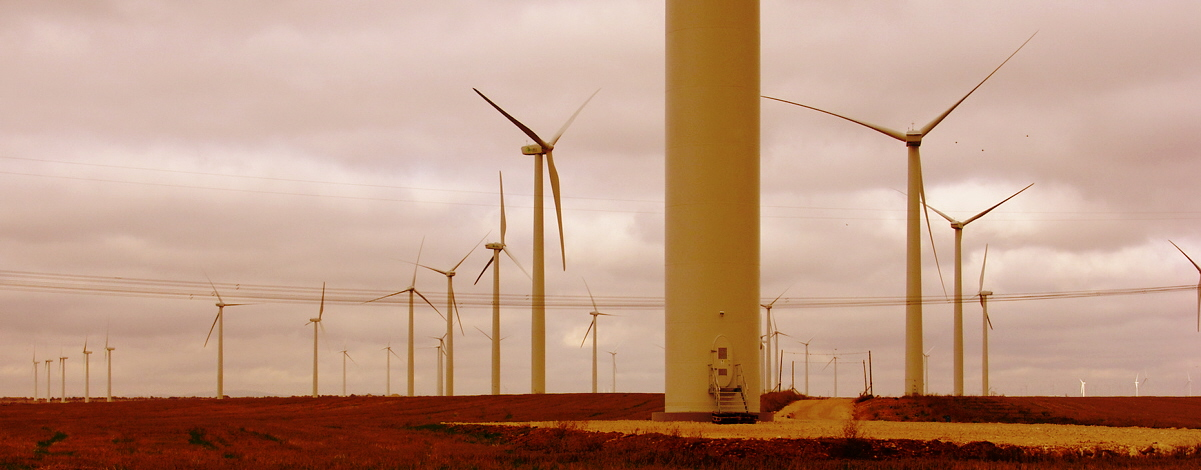
Parque eólico en Páramo del Arroyo.

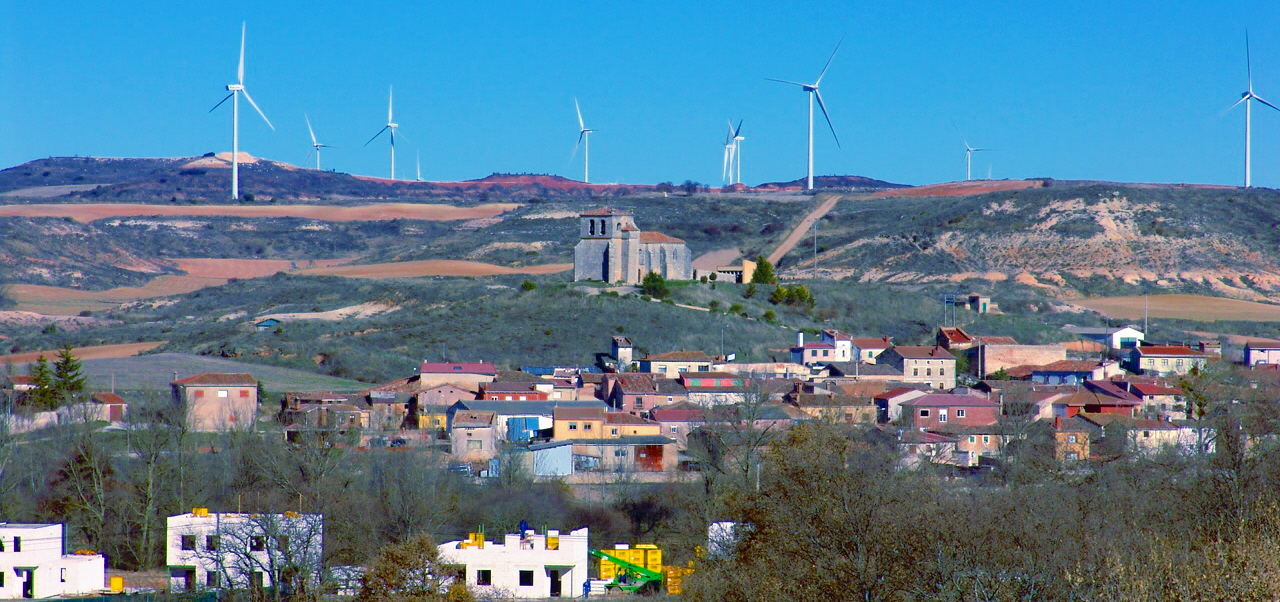
Revillarruz.

Las zonas con potencial eólico obtenidas en la provincia de Burgos son las siguientes:
| Potencialidad eólica | Velocidad media                           | Localizaciones para parques                                                                             |
| -------------------- | ----------------------------------------- | --- |
| Muy elevada          | > 8 m/s a 45&nbap;m del suelo             | - Sierra de la Demanda - Sierra de Neila - Sierra de Mencilla - Sierra de la Tesla - Sierra de Pancorbo |
| Elevada              | > 7 m/s < V.Med. < 7 m/s a 45 m del suelo | - Sierra de Oña - Montes Obarenes - Montes de Valnera - Sierra de la Tesla - Sierra de Pancorbo         |
| Suficiente           | > 6 m/s < V.Med. < 8 m/s a 45 m del suelo | - Sierra de Covarrubias - Páramo de La Lora - Condado de Treviño - otras                                |

| Áreas                                                                   | Localizaciones para parques | Potencial estimado | Subestaciones                                                       | Líneas eléctricas                                                  |
| ----------------------------------------------------------------------- | --------------------------- | ------------------ | ------------------------------------------------------------------- | ------------------------------------------------------------------ |
| - Sierra de la Demanda - La Yecla                                       | 7                           | 65 MW              | - 7 de 20/45 kV - 1 de 45/132 kV                                    | - 5 de 45 kV - 1 de 132 kV                                         |
| - La Lora                                                               | 1                           | 20 MW              | - 1 de 20/132 kV                                                    | - 1 de 132 kV                                                      |
| - Montes Obarenes - Las Merindades                                      | 9                           | 210 MW             | - 7 de 20/45 kV - 2 de 20/132 kV - 1 de 45/220 kV                   | - 6 de 45 kV - 1 de 132 kV - 1 de 220 kV                           |
| - Condado de Treviño                                                    | 1                           | 30 MW              | - 1 de 20/45 kV                                                     | - 1 de 20 kV                                                       |
| - Valle de Mena Declarado municipio sin parques eólicos - Valle de Losa | 9                           | 245 MW             | - 5 de 20/45 kV - 1 de 20/132 kV - 1 de 45/220 kV                   | - 2 de 20 kV - 5 de 45 kV - 1 de 132 kV                            |
| - Montaña Burgalesa                                                     | 9                           | 245 MW             | - 9 de 20/45 kV - 3 de 45/220 kV                                    | - 19 de 45 kV - 3 de 220 kV                                        |
| TOTAL                                                                   | 36                          | 815 MW             | - 29 de 20/45 kV - 4 de 20/132 kV - 1 de 45/132 kV - 5 de 45/220 kV | - 3 km de 20 kV - 35 km de 45 kV - 4 km de 132 kV - 4 km de 220 kV |

Con 24 nuevos parques eólicos autorizados y una potencia de 543 megavatios (MW), es la provincia de Castilla y León más beneficiada en la asignación de potencia eólica para el próximo trienio (2010-2012) dada a conocer recientemente por el Ministerio de Industria, Turismo y Comercio de España. Esta concesión permite a la provincia continuar ocupando el primer puesto de la región en producción eólica, con más de 2.000 MW, y garantizar una inversión para este trienio superior a los 651 millones de euros.

## Comarca de Alfoz de Burgos
Los alrededores de la ciudad de Burgos van a convertirse durante el año 2009 en la principal zona de expansión eólica de la provincia, ya que en los próximos meses acogerán un total de 145 nuevos aerogeneradores. Así, en los términos de Carcedo, Alfoz y Cogollos se han levantado las 145 máquinas, buena parte de ellos de 2 MW, el triple de potencia con respecto a los primeros instalados.

### Parques en funcionamiento
| Nombre    | Empresa                      | Municipios | Potencia (MW) | Tecnología       | Número | Potencia unitaria (MW) |
| --------- | ---------------------------- | ---------- | ------------- | ---------------- | ------ | ---------------------- |
| Rabinaldo | Parques de Generación Eólica | Ubierna    | 9             | Gamesa           | 6      | 1,5                    |
| Marmellar | Eyra-ACS                     | Pedrosa    | 49,5          | General Electric | 33     | 1,5                    |
| Lodoso    | Eyra-ACS                     | Pedrosa    | 49,5          | General Electric | 33     | 1,5                    |

### Parques con autorización administrativa
| Nombre                  | Empresa                      | Municipios                                              | Potencia (MW) | Tecnología       | Número | Potencia unitaria (MW) |
| ----------------------- | ---------------------------- | ------------------------------------------------------- | ------------- | ---------------- | ------ | ---------------------- |
| Arroyal                 | Eyra-ACS                     | Alfoz                                                   | 46,5          | General Electric | 31     | 1,5                    |
| El Negredo              | Molinos de Castilla          | Ubierna                                                 | 18            | Vestas           | 10     | 1,8                    |
| El Páramo               | Molinos de Castilla          | Alfoz                                                   | 24            | General Electric | 12     | 2                      |
| Quintanilla-Sobresierra | DENERSA                      | Ubierna                                                 | 0,85          | Gamesa           | 1      | 0,85                   |
| La Calzada              | Molinos de Castilla          | Montorio                                                | 30,6          | Vestas           | 17     | 1,8                    |
| Cogollos                | ECyL                         | Cogollos                                                | 50            | Gamesa           | 25     | 2                      |
| El Nogal                | Sinae                        | Carcedo y Cardeñadijo                                   | 24            | Gamesa           | 12     | 2                      |
| Campanario              | Sinae                        | Carcedo y Revillarruz                                   | 38            | Gamesa           | 19     | 2                      |
| Quintanilla             | Parques de Generación Eólica | Ubierna                                                 | 20            | Vestas           | 10     | 2                      |
| Valdelugo               | Sinae                        | Estépar                                                 | 18            | Vestas           | 9      | 2                      |
| Perdiguerra             | Sinae                        | Estépar                                                 | 22            | Vestas           | 11     | 2                      |
| La Huesca               | Iberdrola                    | Rabé , Isar , Frandovínez , Tardajos y Las Quintanillas | 38,41         | Ecotecnia        | 23     | 1,67                   |
| Valdesantos             | Iberdrola                    | Frandovínez , Estépar y Cavia                           | 15,03         | Ecotecnia        | 9      | 1,67                   |
| Las Viñas               | Iberdrola                    | Santibáñez y Ubierna                                    | 38            | Gamesa           | 19     | 2                      |
| La Loma                 | Govade                       | Santibáñez                                              | 34            | Vestas           | 17     | 2                      |
| Páramo Vega             | Iberdrola                    | Santibáñez y Huérmeces                                  | 18            | Gamesa           | 9      | 2                      |

## Comarca de Merindades

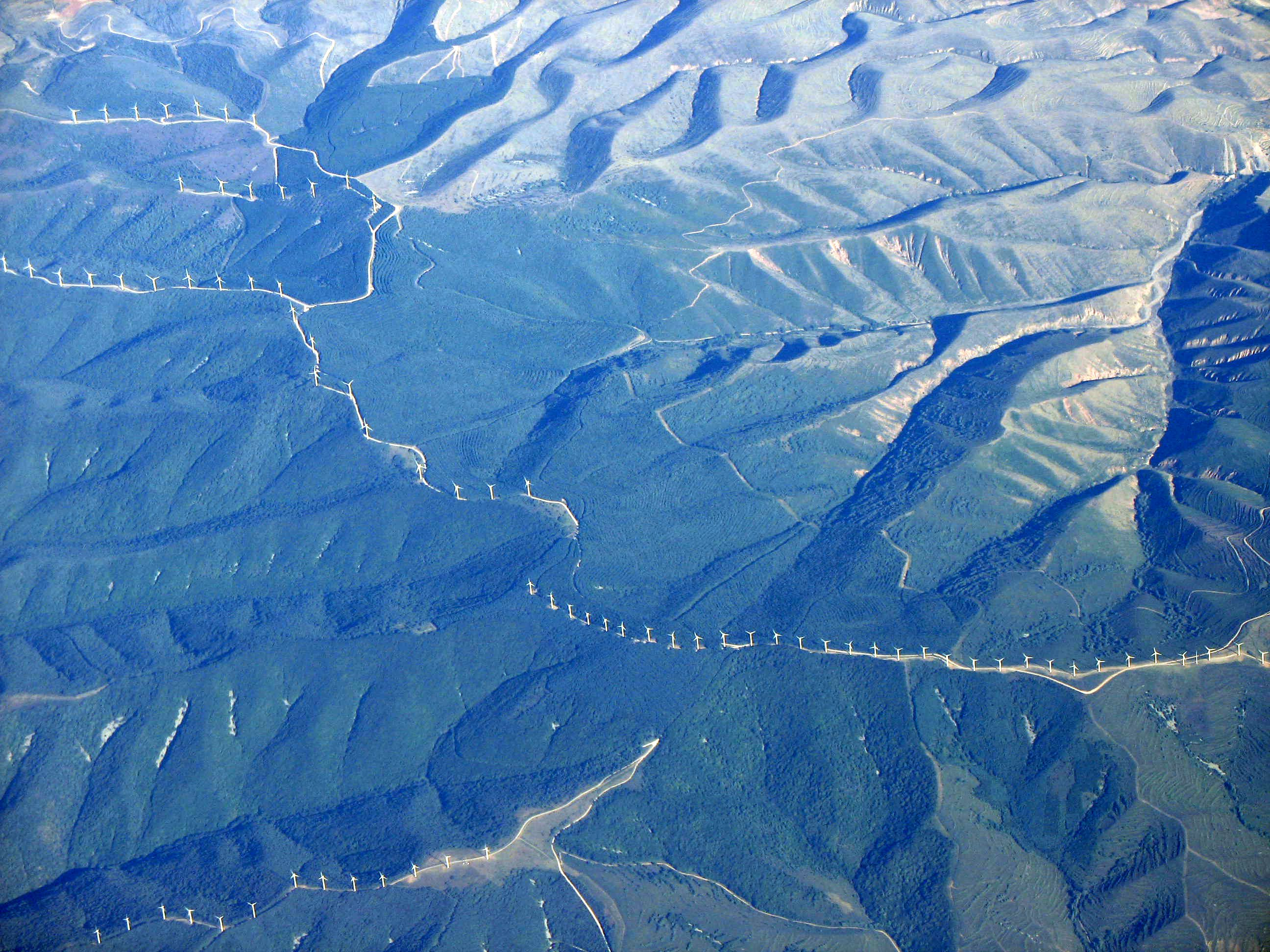
Vista aérea.

| Nombre      | Empresa    | Municipios                          | Potencia (kW)    | Tecnología | Número     | Potencia unitaria (kW) |
| ----------- | ---------- | ----------------------------------- | ---------------- | ---------- | ---------- | ---------------------- |
| El Canto    | CESA       | - Manzanedo - Manzanedo, Villarcayo | - 15.180 - 5.100 | Gamesa     | º - 23 - 6 | - 660 - 850            |
| Valdeporres | Iberdrola  | Valdeporres , Valdebezana           | - 31.450         | Gamesa     | - 37       | - 660                  |
| Peña Alta   | CESA GERSA | Valdivielso                         | - 13.200         | Gamesa     | - 20       | - 660                  |
| La Torada   | CESA GERSA | Valdivielso                         | - 9.240 - 2.550  | Gamesa     | - 14 - 3   | - 660 - 850            |

## Comarca de La Bureba
| Nombre         | Empresa                | Municipios          | Potencia (kW) | Tecnología | Número | Potencia unitaria (kW) |
| Peña Alboroto  | CESA                   | Aguas CándidasSalas | 15.180        |            |        |                        |
| Páramo de Poza | Eólicas Páramo de Poza | Poza                | 48.02048.740  | Ecotecnia  | 6667   | 750                    |

## Comarca dePáramos

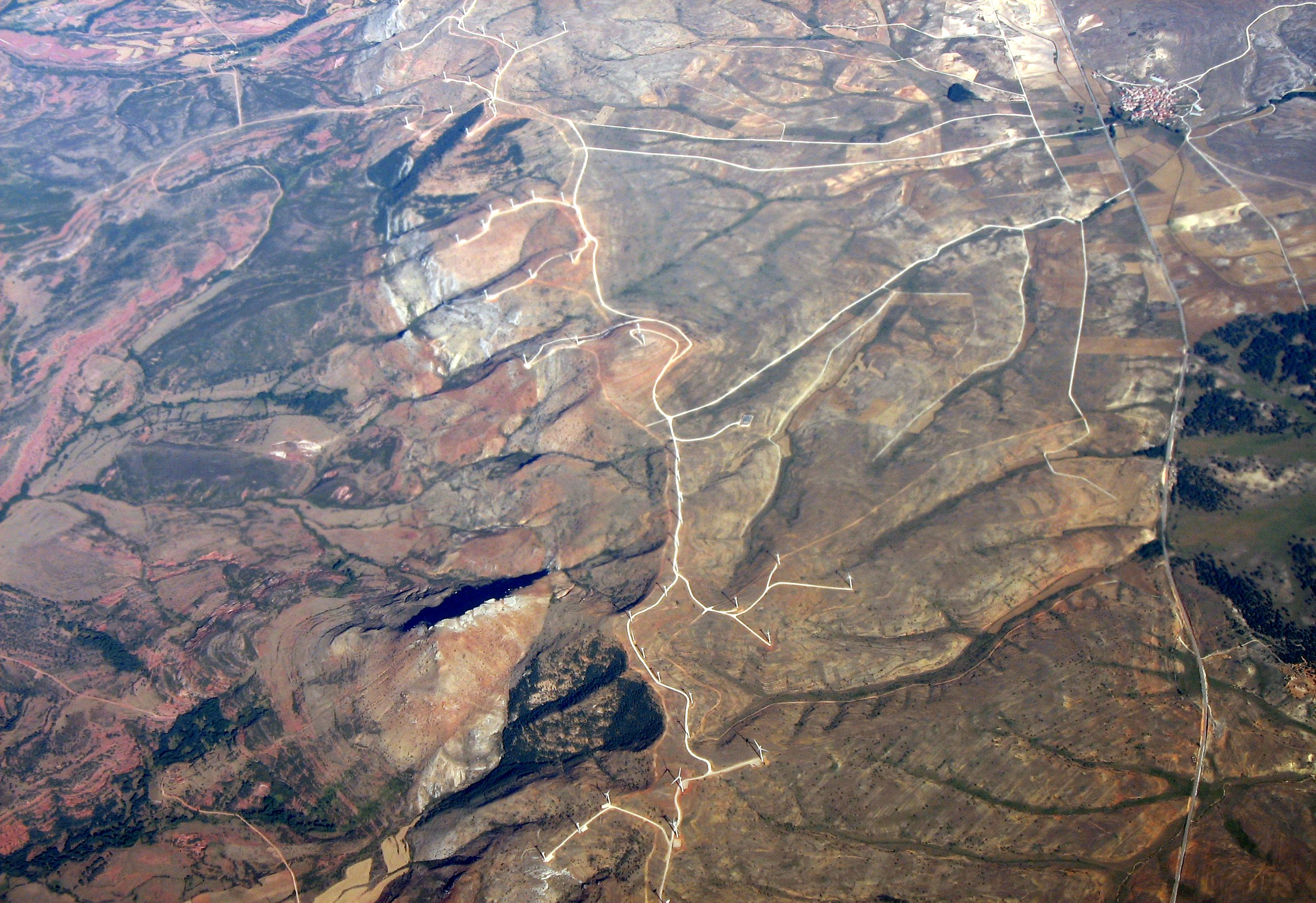
Vista aérea.

| Nombre                 | Empresa    | Municipios                                | Potencia (kW) | Tecnología | Número | Potencia unitaria (kW) |
| Coral Nuevo            | DyTA       | Ayoluengo                                 | 5.280         | Gamesa     | 8      | 660                    |
| El Cerro               | CESA       | Sedano Los Altos                          | 19.80010.200  | Gamesa     | 3012   | 660850                 |
| La Mesa                | Burgersa   | Los Altos                                 | 9.000         | Enercon    | 15     | 600                    |
| Peña Alta              | CESA GRESA | Los Altos                                 | 13.2003.400   | Gamesa     | 204    | 660850                 |
| Otero y Peña la Cuesta | Burgersa   | Los Altos                                 | 5.000         | Enercon    | 10     | 500                    |
| Úrbel del Castillo     | Iberdrola  | Huérmeces , Úrbel del Castillo y Montorio | 50.000        | Gamesa     | 25     | 2.000                  |
| El Perul               | Eya-ACS    | Villadiego y Úrbel del Castillo           | 49.600        | Ecotecnia  | 31     | 1.670                  |
| La Lastra              | Eya-ACS    | Huérmeces                                 | 11.690        | Ecotecnia  | 7      | 1.670                  |

## Comarca de Odra-Pisuerga
| Nombre       | Empresa | Municipios                                          | Potencia (kW) | Tecnología | Número                   | Potencia unitaria (kW) |
| Carrasquillo | Gamesa  | Astudillo Pedrosa del Príncipe                      | 49.200        | Gamesa     | 12 (Burgos)46 (Palencia) | 850                    |
| Valbonilla   | Gamesa  | Castrojeriz                                         | 11.000        | Gamesa     | 63                       | 8502.000               |
| El Navazo    | Gamesa  | Castrojeriz Pedrosa del Príncipe Astudillo Valbuena | 38.550        | Gamesa     | 3541                     | 8502.000800(Burgos)    |

## Comarca de Sierra de la Demanda
| Nombre     | Empresa | Municipios            | Potencia (kW) | Tecnología | Número | Potencia unitaria (kW) |
| Villoruebo | Sinae   | Villoruebo Palazuelos | 16.150        | Gamesa     | 19     | 850                    |
| Villamiel  | Sinae   | Villamiel Villoruebo  | 17.850        | Gamesa     | 21     | 850                    |

## Resumen provincial
| Parque                  | Municipios                                                                             | promotor                                  | Impacto Ambiental                        | Autorización                                      | Potencia |  |
| Alfoz de Quintanadueñas |                                                                                        |                                           |                                          |                                                   |          |  |
| El Páramo               | Alfoz de Quintanadueñas                                                                |                                           |                                          | 24-enero de 2007 (modificada)                     |          |  |
| Ausines, Los            |                                                                                        |                                           |                                          |                                                   |          |  |
| Los Ausines             | Los AusinesCarcedo de BurgosIbeas de Juarros                                           | Energías Renovables del Bierzo            | 25 de enero de 2008                      |                                                   | 48 MW    |  |
| Basconcillos            |                                                                                        |                                           |                                          |                                                   |          |  |
| Conejera                | Basconcillos                                                                           | Jesús Lasheras Peña                       | 7 de enero de 2004                       |                                                   |          |  |
| Carcedo                 |                                                                                        |                                           |                                          |                                                   |          |  |
| Fuente Vaín             | Carcedo de Burgos                                                                      |                                           |                                          | 4-febrero de 200815-junio de 2007 (modificada)    |          |  |
| El Nogal                | Carcedo de BurgosCardeñadijo                                                           |                                           |                                          | 20-noviembre de 200715-junio de 2007 (modificada) |          |  |
| El Campanario           | Carcedo de BurgosRevillarruz                                                           |                                           | 27-mayo de 2005                          | 16-octubre de 200715-junio de 2007 (modificada)   |          |  |
| Las Fuentes             | Carcedo de Burgos                                                                      |                                           | 27-mayo de 2005                          | 15-junio de 2007 (modificada)                     |          |  |
| Castrojeriz             |                                                                                        |                                           |                                          |                                                   |          |  |
| El Carril               | CastrojerizPedrosa del Príncipe                                                        |                                           |                                          | 18-junio de 2007 (2ª fase)                        |          |  |
| Alto de la Degollada    | CastrojerizLos Balbases                                                                |                                           |                                          | 4 de junio de 2007                                |          |  |
| Valdehierro             | CastrojerizCastrillo Mota de Judíos                                                    |                                           | 14 de mayo de 2007                       | 4 de junio de 2007                                |          |  |
| Cogollos                |                                                                                        |                                           |                                          |                                                   |          |  |
| Los Llanos              | CogollosHontoria de la CanteraRevillarruz                                              | Endesa Cogeneración y Renovables          | 1 de octubre de 2008                     |                                                   |          |  |
| Cogollos                | Cogollos                                                                               |                                           | 10-junio de 2005 (2ª Fase)               | 7-junio de 2007 (2ª Fase)                         |          |  |
| Estépar                 |                                                                                        |                                           |                                          |                                                   |          |  |
| Valdesantos             | EstéparCaviaRabé de las CalzadasFrandovínez                                            | Peache Energías Renovables                | 8-junio de 20079-junio de 2007 (errores) | 18 de junio de 2007                               |          |  |
| La Huesa                | EstéparHornillos del CaminoRabé de las CalzadasIsarFrandovínezTardajosLas Quintanillas | Peache Energías Renovables                | 8 de junio de 2007                       | 18 de junio de 2007                               |          |  |
| Valdelugo               | Estépar                                                                                | Ceasa, Promociones Eólicas                | 10 de mayo de 2007                       |                                                   |          |  |
| Perdiguera              | Estépar                                                                                | Ceasa, Promociones Eólicas                | 10 de mayo de 2007                       |                                                   |          |  |
| Espinosa                |                                                                                        |                                           |                                          |                                                   |          |  |
| Los Castríos            | Espinosa de los Monteros                                                               |                                           |                                          | 26 de junio de 2003                               |          |  |
| Galbarros               |                                                                                        |                                           |                                          |                                                   |          |  |
| Cerro Blanco            | GalbarrosReinosoSalinillas de Bureba                                                   | Biovent Energía                           | 5 de agosto de 2005                      |                                                   |          |  |
| Huérmeces               |                                                                                        |                                           |                                          |                                                   |          |  |
| Páramo Vega             | HuérmecesValle de Santibáñez                                                           | Biovent Energía                           | 24 de abril de 2007                      |                                                   |          |  |
| La Caldera              | HuérmecesVilladiego                                                                    | EYRA                                      | 17 de enero de 2007                      | 4 de junio de 2007                                |          |  |
| La Lastra               | HuérmecesVilladiego                                                                    | Parque Eólico El Perul                    |                                          | 15 de julio de 2003                               |          |  |
| Úrbel del Castillo      | HuérmecesMontorioÚrbel del Castillo                                                    |                                           |                                          | 15-julio de 2004 (2ª Fase)                        |          |  |
| Hormazas, Las           |                                                                                        |                                           |                                          |                                                   |          |  |
| Brullés                 | Las HormazasVilladiego                                                                 | CYL Energía Eólica                        | 20 de diciembre de 2006                  |                                                   |          |  |
| Valdeporres             |                                                                                        |                                           |                                          |                                                   |          |  |
| La Cotera               | Merindad de ValdeporresValle de Valdebezana                                            | Energía Global Castellana                 | 9 de abril de 2007                       |                                                   |          |  |
| La Magdalena            | Merindad de ValdeporresValle de Valdebezana                                            | Iberdrola                                 | 1 de julio de 2003                       | 4 de noviembre de 2003                            |          |  |
| La Peñuca               | Merindad de Valdeporres                                                                | Energías Renovables del Bierzo            |                                          | 19 de agosto de 2003                              |          |  |
| El Coterejón            | Merindad de Valdeporres                                                                |                                           | 9 de abril de 2007                       | 16-mar-2007 (1ª fase)                             |          |  |
| Mecerreyes              |                                                                                        |                                           |                                          |                                                   |          |  |
| Mecerreyes              | Mecerreyes                                                                             | Ventolina                                 | 1 de agosto de 2003                      |                                                   |          |  |
| Monasterio              |                                                                                        |                                           |                                          |                                                   |          |  |
| La Brújula              | Monasterio de RodillaValle de las Navas                                                | SINAE                                     |                                          | 18 de mayo de 2004                                |          |  |
| Monasterio de Rodilla   | Monasterio de RodillaSanta María del Invierno                                          | SINAE                                     |                                          | 20 de mayo de 2004                                |          |  |
| La Veleta               | Monasterio de RodillaFresno de Rodilla                                                 | SINAE                                     |                                          | 18 de mayo de 2004                                |          |  |
| Olmos                   |                                                                                        |                                           |                                          |                                                   |          |  |
| Olmos de la Picaza      | Olmos de la Picaza                                                                     |                                           | 11 de junio de 2007                      |                                                   |          |  |
| Ubierna                 |                                                                                        |                                           |                                          |                                                   |          |  |
| Quintanilla             | Merindad de Río Ubierna                                                                | Parques de Generación Eólica              |                                          | 20 de abril de 2007                               |          |  |
| Pedrosa                 |                                                                                        |                                           |                                          |                                                   |          |  |
| Marmellar               | Pedrosa de Río Úrbel                                                                   | EYRA                                      | 27 de octubre de 2003                    | 15 de julio de 2004                               |          |  |
| Lodoso                  | Pedrosa de Río Úrbel                                                                   | EYRA                                      | 27 de octubre de 2003                    | 15 de julio de 2004                               |          |  |
| Quintanavides           |                                                                                        |                                           |                                          |                                                   |          |  |
| Llanos de San Martín    | QuintanavidesSanta María del InviernoCastil de PeonesMonasterio de Rodilla             | SINAE                                     |                                          | 20 de mayo de 2004                                |          |  |
| San Adrián              |                                                                                        |                                           |                                          |                                                   |          |  |
| San Adrián de Juarros   | San Adrián de JuarrosIbeas de Juarros                                                  | Energías Renovables San Adrián de Juarros | 30 de agosto de 2007                     |                                                   |          |  |
| Sargentes               |                                                                                        |                                           |                                          |                                                   |          |  |
| Sargentes               | Sargentes de la LoraBasconcillos del Tozo                                              |                                           |                                          | 11 de mayo de 2007                                |          |  |
| Santibáñez              |                                                                                        |                                           |                                          |                                                   |          |  |
| La Loma                 | Valle de Santibáñez                                                                    | CYL Energía Eólica                        | 8 de junio de 2007                       | 20 de junio de 2007                               |          |  |
| Las Viñas               | Valle de SantibáñezAlfoz de QuintanadueñasMerindad de Río Ubierna                      | Biovent                                   | 20 de diciembre de 2006                  | 4 de junio de 2007                                |          |  |
| Valluércanes            |                                                                                        |                                           |                                          |                                                   |          |  |
| Las Claras              | ValluércanesQuintanilla San GarcíaBriviescaPrádanos de BurebaAlcocero de Mola          | GECAL                                     | 17 de marzo de 2008                      |                                                   |          |  |
| Villadiego              |                                                                                        |                                           |                                          |                                                   |          |  |
| La Lastra               | VilladiegoHuérmeces                                                                    | Parque Eólico El Perul                    |                                          | 15 de julio de 2003                               |          |  |